# Станде, Станислав
Станислав Ришардович Станде (пол. Stanisław Ryszard Stande, 16 ноября 1897 — 1 ноября 1937) — польский поэт-коммунист, член Коммунистической партии Польши и редактор «Интернациональной литературы». 

## Биография
Родился в 1897 году в Варшаве. Учился на философском факультете Ягеллонского университета. В 1923 году присоединился к Коммунистической партии Польши.
В 1925 году издал совместно с В. Вандурским и В. Броневским программный манифест пролетарской поэзии «Trzy salwy» («Три залпа»).
В 1931 году выехал в СССР, где стал редактором ежемесячника «Интернациональная литература». 
9 сентября 1937 года арестован как «враг народа». 1 ноября 1937 года приговорён ВКВС к расстрелу по обвинению в шпионаже и расстрелян в тот же день. Похоронен на Новом Донском кладбище. Реабилитирован 1 ноября 1955 года.

## Семья
Первая жена (1920—1925) — София Лилиен. 
Вторым браком (1927—1935) был женат на Софии Варской (1895—1937) — дочери революционного деятеля Адольфа Варского.
Третьим браком (1935) был женат на пианистке Марии Израилевне Гринберг.